# Голубцово (Заринский район)
Голубцово — село в Заринском районе Алтайского края России. Входит в состав Новомоношкинского сельсовета.

## История
Голубцово было основано в 1764 году.
В «Списке населенных мест Российской империи» 1868 года издания населённый пункт упомянут как заводская деревня Голубцова Барнаульского округа (1-го участка) Томской губернии при речке Черемшанке. В деревне имелось 23 двора и проживало 105 человек (47 мужчин и 58 женщин). Функционировал общественный дом для проезжающих.

В 1899 году в деревне, относящейся к Белоярской волости Барнаульского уезда, имелось 105 дворов (104 крестьянских и 1 некрестьянский) и проживало 659 человек.
По состоянию на 1911 год село Голубцовское включало в себя 213 дворов. Имелись деревянная церковь, церковно-приходская школа, почтовая станция, казённая винная лавка, мануфактурная и мелочная лавки, а также лавка фруктовых вод. Население на тот период составляло 1798 человек.

В 1926 году в селе имелось 236 хозяйств; в них проживало 1266 человек. Функционировали школа I ступени, изба-читальня и лавка общества потребителей. В административном отношении Голубцово являлось центром сельсовета Белоярского района Барнаульского округа Сибирского края.

## География
Село находится в северо-восточной части Алтайского края, в пределах Бийско-Чумышской возвышенности, преимущественно на левом берегу реки Малая Черемшанка, на расстоянии примерно 37 километров (по прямой) к западу-юго-западу (WSW) от города Заринск, административного центра района. Абсолютная высота — 212 метров над уровнем моря.

Климат умеренный, континентальный. Средняя температура января составляет −17,7 °C, июля — +19,2 °C. Годовое количество атмосферных осадков — 450 мм.

## Население
| 1997 | 1998 | 1999 | 2000 | 2001 | 2002 | 2003 | 2004 | 2005 |
| ---- | ---- | ---- | ---- | ---- | ---- | ---- | ---- | ---- |
| 301  | ↘262 | ↗264 | ↘245 | ↘243 | ↘228 | ↗230 | ↘224 | ↘221 |
| 2006 | 2007 | 2008 | 2009 | 2010 | 2011 | 2012 | 2013 |      |
| ↘201 | ↘178 | ↘174 | ↘172 | ↘150 | ↘146 | ↘144 | ↘133 |      |

национальный состав
Согласно результатам переписи 2002 года, в национальной структуре населения русские составляли 95 % от 239 жителей.
гендерный состав
Согласно «Списку населенных мест Российской империи» 1868 года издания, проживало 105 человек, из них 47 мужчин и 58 женщин.
В 1899 году в деревне проживало 659 человек, из них 304 мужчины и 355 женщин.
В 1926 году проживало 1266 человек, из них 622 мужчины и 644 женщины.

## Инфраструктура
В селе функционирует фельдшерско-акушерский пункт (филиал КГБУЗ «Центральная городская больница г. Заринск»).

## Улицы
Уличная сеть села состоит из четырёх улиц.

## Транспорт
Село доступно по автодороге «Заринский тракт».
Подходит дорога общего пользования межмуниципального значения «подъезд к с. Голубцово» (идентификационный номер 01 ОП МЗ 01Н-1313 ) протяженностью 2,056 км.